# Провулок Гоголя (Сіверськодонецьк)
Прову́лок Го́голя — провулок у Сіверськодонецьку довжиною 390 метрів. Починається від вулиці Донецької і перетинає вулицю Лісну. Закінчується на перетині з вулицею Лисичанською. Забудований одноповерховими житловими будинками. Названий на честь відомого українського письменника Миколи Гоголя.